# Zoonosis
Una zoonosis (del griego: ζῷον, animal, y νόσος, enfermedad) es una enfermedad infecciosa que ha pasado de un animal a humanos (o viceversa). Algunos investigadores definen las zooantroponosis como aquellas enfermedades que el ser humano contagia a los animales y las antropozoonosis las enfermedades que los animales contagian al ser humano, y cuando se da de manera bidireccional y de igual magnitud se lo llama anfixenosis.
Estas enfermedades pueden ser producidas por virus, bacterias, hongos y parásitos. De los 1415 patógenos humanos conocidos en el mundo, el 61% son zoonóticos y, por lo tanto, tienen relación directa con las actividades de la salud pública veterinaria.
La tuberculosis, la brucelosis, la salmonelosis y muchas parasitosis se adquieren al consumir productos animales. Otras muchas enfermedades como la toxoplasmosis, la triquinosis, el distoma hepático o saguaypé se pueden adquirir al consumir carnes insuficientemente cocinadas o aguas o verduras contaminadas.

## Clasificación de zoonosis
Las zoonosis cuentan con diferentes modos de transmisión. Las zoonosis directas son enfermedades que se transmiten directamente entre animales (incluidos los seres humanos) a través de medios como el aire, picaduras o saliva. Las zoonosis indirectas son aquellas enfermedades cuya transmisión también puede ocurrir a través de una especie intermedia (a la que se denomina vector), que transporta el agente patógeno.

## Principales zoonosis
Muchas enfermedades serias se incluyen en esta categoría, entre otras:

### Priónicas
- Encefalopatía espongiforme bovina (o mal de la vaca loca)

### Víricas
- Coriomeningitis linfocítica
- Ectima contagioso
- Dengue
- Encefalitis de California
- Encefalitis equina del este
- Encefalitis equina del oeste
- Encefalitis equina venezolana
- Encefalitis japonesa
- Encefalitis de Powassan
- Encefalitis primaveroestival rusa y centroeuropea
- Encefalitis de Rocío
- Encefalitis de San Luis
- Encefalitis del Valle de Murray
- Encefalomielitis ovina
- Encefalomiocarditis
- Ébola
- Enfermedad de Marburg
- Enfermedad de Newcastle
- Enfermedad de la selva de Kyasanur
- Enfermedad vesicular del cerdo
- Enfermedad de Wesselsbron
- Estomatitis papular bovina
- Estomatitis vesicular
- Fiebre aftosa
- Fiebre amarilla
- Fiebre de Colorado transmitida por garrapatas
- Fiebre por el grupo C de Bunyavirus
- Fiebre chikunguña
- Fiebre hemorrágica argentina
- Fiebre hemorrágica brasileña
- Fiebre hemorrágica de Crimea-Congo
- Fiebre hemorrágica de Machupo
- Fiebre hemorrágica de Omsk
- Fiebre hemorrágica venezolana
- Fiebre de Ilheus
- Fiebre de Lassa
- Fiebre de Mayaro
- Fiebre del Nilo occidental
- Fiebre de Oropouche
- Fiebre de Orungo
- Fiebre de Sindbis
- Fiebre del Valle del Rift
- Gastroenteritis por rotavirus
- Gripe aviar
- Hantavirus
- Hepatitis víricas del hombre y de los primates no humanos
- Herpes simple (tipo 1)
- Herpesvirus simiae
- Infección por vacuna antivariólica
- Poliartritis epidémica
- Rabia
- Sarampión
- Seudoviruela bovina
- Viruela bovina
- Viruela de los monos
- Zika
- SARS
- MERS
- COVID-19 (anfixenosis)

### Bacterianas
- Actinomicosis
- Aeromoniasis
- Botulismo
- Brucelosis
- Campilobacteriosis
- Carbunco
- Colibacilosis
- Corinebacteriosis
- Dermatofiliasis
- Enfermedad por arañazo de gato
- Enfermedad de Lyme
- Enteritis por Clostridium difficile
- Erisipela animal y erisipeloide humana
- Estreptococosis
- Fiebre por mordedura de rata
- Fiebre recurrente transmitida por garrapatas
- Infección clostridiana de las heridas
- Infección por Capnocytophaga canimorsus y C. cynodegmi
- Intoxicación alimentaria clostridiana
- Intoxicación alimentaria estafilocócica
- Lepra
- Leptospirosis
- Listeriosis
- Melioidosis
- Muermo
- Necrobacilosis
- Nocardiosis
- Pasteurelosis
- Peste bubónica
- Psitacosis-ornitosis
- Rodococosis
- Salmonelosis
- Shigelosis
- Síndrome urémico hemolítico
- Tétanos
- Tuberculosis
- Tularemia
- Yersiniosis enterocolítica
- Yersiniosis seudotuberculosa
- Vibrio cholerae
- Intoxicación alimentaria por Vibrio parahaemolyticus

### Fúngicas
- Adiaspiromicosis
- Aspergilosis
- Blastomicosis
- Candidiasis
- Cigomicosis
- Coccidioidomicosis
- Criptococosis
- Tiña
- Esporotricosis
- Histoplasmosis
- Micetoma
- Prototecosis
- Rinosporidiosis

### Clamidiosis y Rickettsiosis
- Clamidiosis zoonótica
- Rickettsiaceae
- Fiebre botonosa mediterránea (rickettsiosis)
- Fiebre de las Montañas Rocosas (rickettsiosis)
- Fiebre Q
- Infecciones por Bartonella Henselae
- Ixodo-Rickettsiosis asiática
- Rickettsiosis vesiculosa
- Tifus de las malezas
- Tifus de Queensland transmitido por garrapatas
- Tifus transmitido por pulgas
- Tifus zoonótico por Rickettsia prowazekii

### Parasitarias
- Amebiasis
- Anquilostimiasis
- Angiostrongiliasis
- Anisakiasis
- Babesiosis
- Balantidiosis
- Capilariosis
- Cheyletiellosis
- Cisticercosis
- Criptosporidiosis
- Difilobotriasis
- Dipilidiasis
- Dracunculiasis
- Esquistosomiasis
- Estrongiloidiasis
- Fascioliasis
- Gasterophilosis
- Giardiasis
- Hidatidosis
- Hipodermosis
- Leishmaniasis
- Oestrosis
- Pediculosis (piojos)
- Pulicosis (pulgas)
- Sarcocistiosis
- Sarna sarcóptica
- Teniasis
- Toxocariasis
- Toxoplasmosis
- Tripanosomiasis
- Triquinosis